# Bosco Verticale
Bosco Verticale (wł. Pionowy las lub Wertykalny las) – para mieszkalnych wieżowców w dzielnicy Porta Nuova w Mediolanie we Włoszech, znajdujących się między ulicami: Via Gaetano de Castillia i Via Federico Confalonieri, w pobliżu stacji kolejowej Milano Porta Garibaldi.
Kompleks oddano do użytku w październiku 2014.

## Zadrzewione dachy, balkony i tarasy[4]
Wieżowce mają wysokość, odpowiednio: Torre E – 111 metrów i 27 kondygnacji a Torre D – 76 metrów i 19 kondygnacji.
Rośnie na nich ponad 900 drzew (odpowiednio 550 na pierwszej i 350 na drugiej wieży) na powierzchni 8900 metrów kwadratowych specjalnych balkonów, tarasów i dachów.
Na terenie kompleksu znajduje się także 11-piętrowy budynek biurowy; na jego fasadzie nie ma jednak roślin.

## Nagrody
Dnia 19 listopada 2014, Bosco Verticale otrzymał główną nagrodę prestiżowego międzynarodowego konkursu International Highrise Award, nadawaną raz na dwa lata nowym budynkom o wysokości co najmniej 100 metrów wysokości. Pięciu finalistów wyłoniono spośród 26 nominowanych z 17 krajów.
W 2014 kompleks znalazł się także na 2. miejscu Emporis Skyscraper Award, najbardziej prestiżowej nagrody architektonicznej przyznawanej dla trzech najbardziej unikatowych, funkcjonalnych oraz estetycznych wieżowców w danym roku kalendarzowym.
W dniu 12 listopada 2015 jury nagrody Council on Tall Buildings and Urban Habitat (CTBUH) wybrało Bosco Verticale jako Najlepszy wieżowiec na świecie w 2015 na 14. dorocznej ceremonii odbywającej się podczas sympozjum i uroczystego obiadu tej organizacji w Illinois Institute of Technology w Chicago.

## Galeria

Bosco Verticale
Wieża E w trakcie budowy, 2013
Bosco Verticale na tle okolicznych budynków, z lewej strony: Torre UniCredit.
Widok z dołu
Drzewa na balkonach